# Kagen (Buchbach)
Kagen (amtlich auch Kagen bei Steeg) ist ein Gemeindeteil von Buchbach im oberbayerischen Landkreis Mühldorf am Inn. Der Ort kam mit dem bayerischen Gemeindeedikt von 1818 zur Gemeinde Walkersaich und mit dem Nordteil dieser am 1. Januar 1973 im Zuge der Gebietsreform in Bayern zur Gemeinde Buchbach.

## Geografische Lage
Der Weiler Kagen liegt an Staatsstraße 2086 von Buchbach nach Grüntegernbach im Gemeindegebiet des Marktes Buchbach in der Region Südostoberbayern im Alpenvorland. Die Landeshauptstadt München ist rund 60 km entfernt.
Der Ort liegt inmitten des tertiären Hügellandes zwischen den Tälern der Vils im Norden und der Isen im Süden am Steeger Bach. Dieser mündet nach ein bzw. zwei Kilometern  in den Einstettinger Bach, der zur Isen fließt.

## Landwirtschaft
Der Biohof Hundmeyer, der umgangssprachlich „beim Franzl z´Kagen“ genannt wird, ist ein Kagener Milchviehbetrieb. Er bewirtschaftet eine Fläche von 62,7 ha (39 ha Acker, 23,7 ha Grünland) und hält darauf 60 Milchkühe, 65 weibliche Jungtiere und einige Ochsen.
Die Kinder der Grundschule Buchbach und des Waldorfkindergartens Felizenzell können dort z. B. selbst Hafer aussäen, beobachten wie er wächst und ihn schließlich gemeinsam ernten, dreschen und als Müsli oder Backwaren verzehren. Auch die Lagerung im Silo in Kagen und die Weiterverarbeitung in der Mühle PrimaVera, die aus den Körnern Haferflocken herstellt, und der Firma Barnhouse, die daraus im Mühldorf Biokrunchy-Müsli produziert, sowie der Verkauf im Regionalladen in Buchbach, lassen sich besichtigen.
Als Futtermittelunternehmer waren 2017 Konrad Reithmeier (Kagen 3), Albert Franzl (Kagen 4) und Andreas Liebl (Kagen 6) vom Bundesamt für Verbraucherschutz und Lebensmittelsicherheit zugelassen bzw. registriert.

## Energieversorgung
In Kagen wurde 2015/2016 die bis dahin bestehende Freileitung für die Stromversorgung durch ein Mittelspannungserdkabel ersetzt, weil die alte Leitung durch ein Waldstück verlief und regelmäßig gegen das Zuwachsen geschützt werden musste. Zeitgleich wurde auch die Technik der Trafostation modernisiert, wobei der Niederspannungsschaltschrank komplett erneuert und mit einer Vier-Quadranten-Stationsmessung ausgestattet wurde. Das bietet sowohl ästhetische Vorteile, weil Erdkabel das Landschaftsbild nicht beeinträchtigen, als auch mehr Versorgungssicherheit.

## Öffentlicher Nahverkehr
Von der Haltestelle Kagen an der St2086 fahren Busse nach Buchbach und über den Bahnhof Erding zum Klinikum Nord in Erding.
Mit der Umstellung des Fahrplantarifes zum 10. Dezember 2016 wurde die Buslinie 564 zwischen Grüntergernbach und Buchbach für ein Jahr bis zum 10. Dezember 2017 vorübergehend eingestellt. Überraschenderweise erfolgte im Vorfeld darüber weder vom bisherigen Betreiber noch vom Landkreis Erding eine Information an den Markt Buchbach. Diese Buslinie des Münchner Verkehrs- und Tarifverbunds (MVV) wurde 1999 durch den Betreiber Regionalverkehr Oberbayern auf eigenwirtschaftlicher Basis bis nach Buchbach verlängert. Der Grund für die Einstellung der Teilstrecke, an der die Haltestelle Kagen liegt, war die Neuausschreibung des ÖPNV durch den Landkreis Erding. Dabei wurde nur das Gebiet innerhalb des MVV ausgeschrieben, den Zuschlag bei der Ausschreibung erhielt die Bayernbus GmbH. Der Kreistag hat daraufhin 2017 die teilweise Finanzierung der Busverbindung von Buchbach nach Erding, deren Kosten sich damals auf rund 21.000 Euro im Jahr beliefen, beschlossen, so dass die Buslinie am 11. Dezember 2017 wieder in Betrieb genommen werden konnte.

Kagen von Norden

## Bevölkerungsentwicklung
Um 1857 hatte der Weiler Kagen 37 Einwohner und 10 Gebäude. Es gab dort bei der Volkszählung von 1961 nur noch 25 Einwohner, die in fünf Wohngebäuden lebten. Im Mai 1987 lebten dort 23 Einwohner in sechs Wohngebäuden.